# Bangladeshs provinser

Bangladeshs provinser.

Bangladesh är indelat i åtta administrativa provinser (på bengali kallade "bibhag"). Provinserna delas i sin tur in i 64 administrativa distrikt som kallas zila.
| Provins                 | Huvudstad  | Yta (km²) | Folkmängd (2022) |
| ----------------------- | ---------- | --------- | ---------------- |
| Barisal (বরিশাল বিভাগ)      | Barisal    | 13 225,20 | 9 100 104        |
| Chittagong (চট্টগ্রাম বিভাগ) | Chittagong | 33 908,55 | 33 202 357       |
| Dhaka (ঢাকা বিভাগ)          | Dhaka      | 20 593,74 | 44 215 759       |
| Khulna (খুলনা বিভাগ)        | Khulna     | 22 284,22 | 17 415 924       |
| Mymensingh (ময়মনসিংহ বিভাগ) | Mymensingh | 10 584,06 | 12 225 449       |
| Rajshahi (রাজশাহী বিভাগ)     | Rajshahi   | 18 153,08 | 20 353 116       |
| Rangpur (রংপুর বিভাগ)       | Rangpur    | 16 184,99 | 17 610 955       |
| Sylhet (সিলেট বিভাগ)        | Sylhet     | 12 635,22 | 11 034 952       |

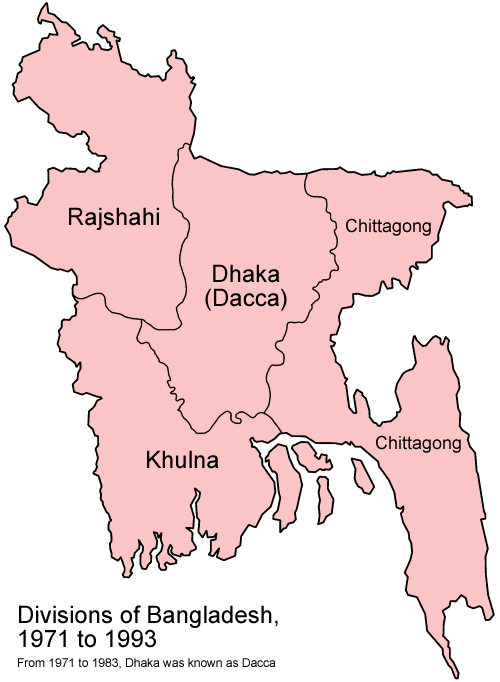
Bangladeshs indelning (1971–1993)
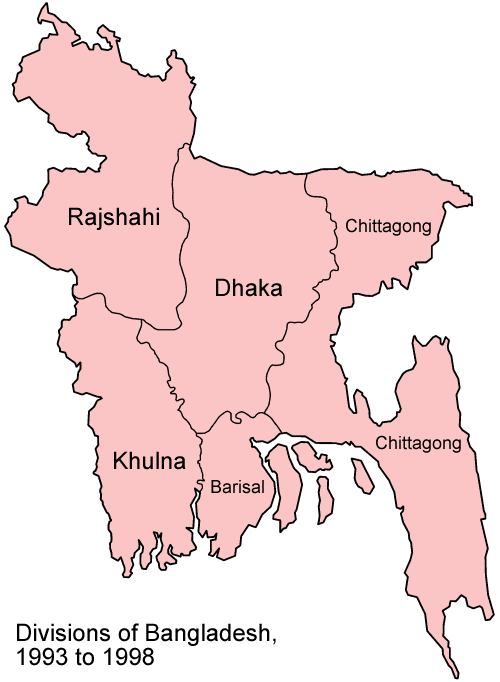
Bangladeshs indelning (1993–1998)
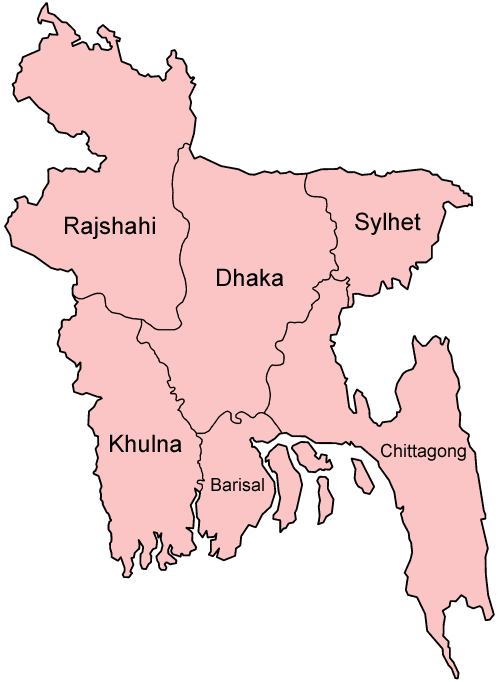
Bangladeshs indelning (1998–2010)
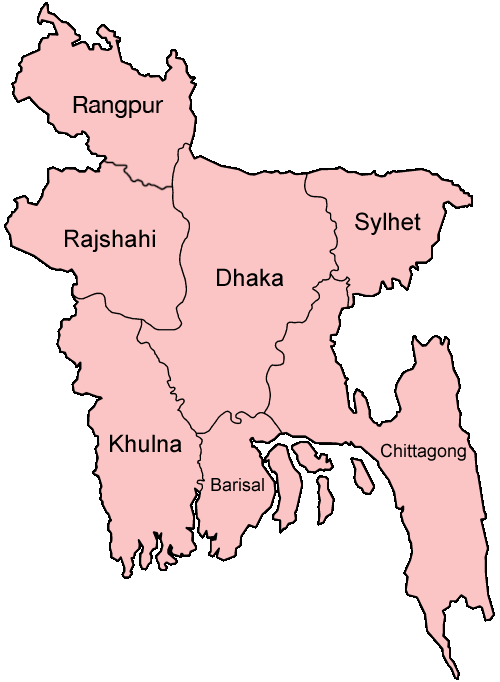
Bangladeshs indelning (2010–2015)